# Wladimir Petrowitsch Serbski

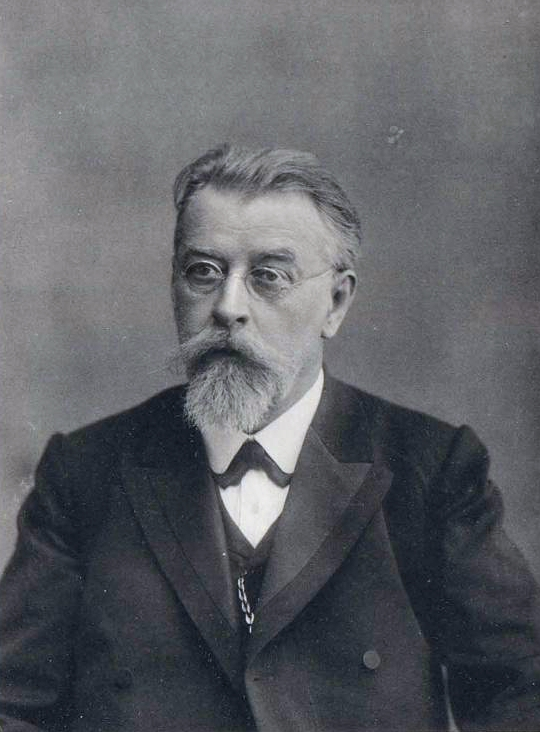
Wladimir Petrowitsch Serbski

Wladimir Petrowitsch Serbski (russisch Владимир Петрович Сербский; * 14. Februarjul. / 26. Februar 1858greg. in Bogorodsk; † 5. Apriljul. / 18. April 1917greg. in Moskau) war ein russischer Psychiater, dessen Namen das renommierte nationale Forschungszentrum für forensische Psychiatrie, das Serbski-Institut in Moskau, trägt.

## Leben
Er wurde in Bogorodsk, das 1930 in Noginsk umbenannt wurde, bei Moskau geboren. Im Jahr 1880, nach dem Abschluss seines naturwissenschaftlichen Studiums an der Moskauer Universität, fing er ein Medizinstudium an, das er 1883 erfolgreich beendete. 1902 wurde er Professor an der Universität in Moskau. Er engagierte sich dafür, der Universität eine weitgehende Autonomie zu bewahren, was im Jahr 1911 zu einem offenen Konflikt mit dem Bildungsminister des Zaren L. A. Kasso führte, worauf er seinen Lehrstuhl an der Moskauer Universität aus Protest aufgab.
Nach einer schweren Nierenerkrankung verstarb er 1917 in Moskau. Er war Autor einiger Fachbücher. Er verfasste u. a. Die forensische Psychopathologie (russ. Судебная психопатология), das 1900 in Moskau veröffentlicht wurde und das zu seinen Hauptwerken zählt.
Das sich in Moskau befindende Serbski-Institut (russ. Государственный научный центр социальной и судебной психиатрии им. В. П. Сербского), das nationale Forschungszentrum für soziale und forensische Psychiatrie, wurde 1921 ihm zu Ehren umbenannt.